# Dekanat Ołobok
Dekanat Ołobok – jeden z 33 dekanatów w rzymskokatolickiej diecezji kaliskiej.

## Parafie
W skład dekanatu wchodzi 9 parafii:
- parafia św. Bartłomieja Apostoła – Biskupice Ołoboczne
- parafia św. Mikołaja Biskupa – Gostyczyna
- parafia Matki Bożej Częstochowskiej – Latowice
- parafia Bożego Ciała – Nowe Skalmierzyce
- parafia Narodzenia Najświętszej Maryi Panny – Ociąż
- parafia św. Jana Ewangelisty – Ołobok
- parafia św. Marka Ewangelisty – Rososzyca
- parafia św. Katarzyny Aleksandryjskiej – Skalmierzyce
- parafia Najświętszej Maryi Panny Królowej Polski – Stara Kakawa

## Sąsiednie dekanaty
Błaszki, Gołuchów, Grabów, Kalisz I, Kalisz II, Mikstat, Opatówek, Ostrów Wielkopolski I, Raszków